# Bursa (woreda)
Pour les articles homonymes, voir Bursa (homonymie).
Bursa est un woreda de la région Sidama, en Éthiopie. Avant sa régionalisation en 2020, la zone Sidama faisait partie de la région des nations, nationalités et peuples du Sud. Bursa est bordé au sud par Hula, à l'ouest par Aleta Wendo, au nord-ouest par Wensho, au nord-est par Arbegona, et au sud-est par Bona Zuria. Bursa s'est détaché du woreda Hula avant le recensement national de 2007.

## Données démographiques
D'après le recensement de 2007 mené par l'agence centrale de statistique, ce woreda compte 103 631 habitants dont 2 304 citadins, soit 2 % de sa population. La majorité des habitants (89 %) sont protestants, 6 % sont de religions traditionnelles africaines, 2 % sont catholiques et 2 % sont musulmans.
En 2022, la population du woreda est estimée à 137 982 personnes avec une densité de population de 622 personnes par km2 et 222 km2 de superficie,.

## Agglomérations
Le centre administratif, Bursa, qui a 2 304 habitants en 2007, est la seule agglomération recensée dans le woreda.
Situé vers 2 500 m d'altitude, il se trouve 28 km à l'est d'Aleta Wendo.